# Droux
Droux – miejscowość i gmina we Francji, w regionie Nowa Akwitania, w departamencie Haute-Vienne.
Według danych na rok 1990 gminę zamieszkiwały 493 osoby, a gęstość zaludnienia wynosiła 21 osób/km² (wśród 747 gmin Limousin Droux plasuje się na 258. miejscu pod względem liczby ludności, natomiast pod względem powierzchni na miejscu 277.).

## Populacja

Populacja Droux w latach 1962–2008